# Lara Croft and the Temple of Osiris
Lara Croft and the Temple of Osiris is een computerspel ontwikkeld door Crystal Dynamics en uitgegeven door Square Enix voor de PlayStation 4, Windows en Xbox One. Het actie-avonturenspel is uitgekomen op 9 december 2014. Een versie voor de Switch verscheen op 29 juni 2023.

## Plot
Lara Croft werkt in de Egyptische woestijnen samen met schatjager Carter Bell en de gevangengenomen goden Isis en Horus. Laura en haar medestanders moeten zich een weg banen door oude graftombes, om de scherven van Osiris te vinden en de kwaadaardige Seth voorgoed te stoppen.

## Ontvangst
| Recensiescore       | Recensiescore                 |
| Recensieverzamelaar | Score                         |
| ------------------- | ----------------------------- |
| Metacritic          | 73% (PC) 74% (PS4) 72% (XOne) |
| Publicist           | Score                         |
| Destructoid         | 6                             |
| Eurogamer           | 7                             |
| Game Informer       | 7,75                          |
| GameSpot            | 7                             |
| IGN                 | 8,1                           |
| Nintendo Life       | 7,8                           |

Het spel ontving gemengde recensies. Men prees het levelontwerp, multiplayer-gedeelte, puzzels en eindbaasgevechten. Kritiek was er op de lange laadtijden, technische problemen en relatief korte speeltijd.
Op Metacritic, een recensieverzamelaar, heeft het spel een gemiddelde score voor alle platforms van 73%.